# Kůň Kinský
Kůň Kinský (též Equus Kinsky, Kinsky-Pferd, chlumecké plemeno, nebo též český hunter) je původní české plemeno lehkých teplokrevných sportovních koní z chovu hrabat Kinských. Někdy jsou popisováni také jako zlatí koně z Čech.
Jsou to mnohostranní a přizpůsobiví koně vhodní jak pro drezuru, tak pro soutěže všestrannosti, dostihy, parkurové skákání, parforsní hony i pólo.

## Popis
Kinští koně bývají obvykle 165–170 cm vysocí. Jsou odolní, dobře stavění a mají příjemnou povahu. V chovu byla vždy věnována velká pozornost vyvážené, příjemné povaze těchto koní. Již od narození projevují hříbata přátelskost vůči lidem a zvědavost. Asi 40 % těchto koní má díky přítomnosti krémového genu srst v různých odstínech zlaté, zatímco ostatní jsou hnědáci, ryzáci nebo, velmi vzácně, vraníci. Koně Kinští jsou pověstní svou velice lesklou srstí.

## Historie
Chov založil v roce 1838[zdroj?] hrabě Oktavián Josef Kinský na svém panství v Chlumci nad Cidlinou. Svého času nejvýznamnější plemeno ve Střední Evropě bylo šlechtěno v Čechách do poloviny 20. století. Z plemene, jež zůstalo úzce spjato s rodem Kinských, vzešla časem řada vynikajících sportovních a závodních koní.
V současné době[kdy?] je ve světě jen asi tisícovka těchto koní a plemeno je ohroženo. Český stát sice plemeno zařadil na seznam kulturního bohatství, neposkytuje však žádnou finanční podporu na zachování, či další chov či šlechtění koně Kinských.